# 松任谷由實
松任谷由實（日语：／ Matsutōya Yumi */?，1954年1月19日—）是日本女性創作歌手，暱稱為「Yuming」（ユーミン）。婚前的本名以及舊的藝名為荒井由實（／ Arai yumi），丈夫是同為音樂人的松任谷正隆，婚後藝名亦從夫姓。生於日本東京都八王子市，於多摩美術大學美術學部繪畫系日本畫科畢業。紫綬褒章得獎人（2013年）。
松任谷由實是日本20世紀後半最成功和最有影響力的歌手之一，常被稱為「新音樂女王」。由1973年第一張專輯《飛機雲》起，所有的專輯都進入了公信榜前10名。唱片銷量目前已超過3900萬張，在日本居史上第七，冠軍專輯數更達24張，居史上第二名（第一名為B'z），個人歌手第一名。

## 經歷

### 荒井由實時代
1954年1月，荒井由實在東京都八王子市出生，是二男二女的第三個孩子（次女），家中經營1912年創業的老和服店「荒井和服店」。她6歲開始彈鋼琴，11歲彈三味線，14歲彈貝斯。就讀初中時常去港區·麻布台的義大利餐廳「Chianti」吃飯，認識了不少在同餐館出入的音樂人，成為後來的Alfa Record，也是出道的契機。
14歲時，首次以專業鋼琴師的身分在工作室擔任鋼琴演奏。以後，在工作室一邊演奏一邊寫獨創的曲子，1971年以17歲作為作曲家初次亮相，為歌手加橋勝美（老虎樂隊隊員）作曲『愛は突然に…』。
原為了繼承父母家布匹舖的專業，1972年4月就讀多摩美術大學。一開始是志願擔任幕後作曲家，不過，由設立了Alfa Record的村井邦彥的推薦，同年7月5日在製作人釜萢弘（かまやつひろし）製作的單曲『返事はいらない』以荒井由實之名初次亮相。然而此曲銷量幾乎是零，日後常被稱為「虛幻的出道單曲」。1973年11月發售首張專輯《飛機雲》（ひこうき雲，之後受主管TBS廣播的深夜廣播節目「パックインミュージック」的林美雄提拔，知名度上升，次年1974年真正地開始幕前活動。
1975年10月發售的單曲『あの日にかえりたい』（TBS電視劇《家庭的秘密》主題歌），獲得首次的Oricon公信榜1位，成為1976年的年間單曲銷售10位，迎接第一次全盛期。本年獲得了年終專輯榜TOP10，含舊作的3張的專輯同時列入的大成功。
她開始了活動的時期，被美國和英國1960年代的許多創作歌手深深地受到了影響，民歌（後新音樂）的歌手們增加了的時期，她作為女性是第一人。當代許多作品風格含有過多舊型的民謠味道，有時被揶揄為「四畳半フォーク」的形象和過多的戀愛描寫，有鑑於此，她避免在作品中表示那樣的形象，而以重視抒情的，詩意的詞的成為話題。另外歌詞加進東京近郊的名勝等都市性的感覺的點也被評價。
她在录制综艺节目《SMAP×SMAP》中，被问及为何选择「yuming」作为昵称，谈到：由于初恋情人是位中国人，发不好yumi的音，经常叫她yuming，所以选择保留回忆。

### 松任谷由實時代
1975年12月與音樂人松任谷正隆訂婚，1976年11月29日橫濱山手教會結婚，從夫姓成為「松任谷由實」。似乎曾有引退的考慮，不過事實上她在婚後仍繼續音樂活動。從1978年開始至1983年每年發表二張原創專輯，並以「吳田輕穗」名義為Bread & Butter樂團、松田聖子、小林麻美等人製作樂曲，步調甚快。『埠頭を渡る風』『DESTINY』『恋人がサンタクロース』『カンナ8号線』『真珠のピアス』『ダンデライオン』等曲就是此時完成的。同時，這個時期確立在度假村的音樂會的風格。在這個領域中也是開拓者的一人。
1981年6月的單曲『守ってあげたい』（藥師丸博子主演電影「「ねらわれた学園」的主題歌）成為1981年年終單曲銷售第10名，第二次全盛期來到，這也是她事業的最大轉捩點。從這一年的專輯『昨晩お会いしましょう』開始，1981年～1997年連續17年間，每年一張原創專輯全部獲得Oricon專輯榜冠軍。1988年的專輯『Delight Slight Light KISS』後連續8張專輯更是銷量全破百萬，可謂劃時代的重大成功。
被譽為「年輕人的領袖人物」、「戀愛教祖」等稱號，1980年代可以說是松任谷由實的時代。她唱出了「中產階級的夢想」，搭上了時代浪潮。不過，進入1990年代後重心轉向精神世界和民族性的音樂，如『満月のフォーチュン』『DAWN PURPLE』『真夏の夜の夢』『春よ、来い』『輪舞曲』等。
她演唱會的華麗舞台，是由1978年的『大眾的時事歌劇』開始，運用實物的『OLIVE』·魔術主題的『MAGICAL PUMPKIN』·空中電梯的『BROWN'S HOTEL』·噴泉舞台的『SURF & SNOW』·在30米高水舞中現身的『水中的ASIA』等逐年增加。耗資上億，積極地運用國內外的最新技術，演唱會舞台以華麗著稱。在當時的採訪中曾談到：「我現在賣唱片手頭有點錢，可以在音樂會上和歌迷一起完成我當年心裡的夢了」。
1996年，以未婚時的原姓名「荒井由實」名義從事音樂活動，除了翻唱當年自己所寫的單曲『埋伏』，同時聚集當時結識的音樂家友人，舉辦了演唱會「Yumi Arai The Concert with old Friends」。隨著這個現場演唱錄音專輯發售，年末發表的專輯晚了數個月。因此使她每年的慣例時程（冬天發行專輯～夏天巡迴演唱）略有延緩。
1998年，發表生涯精選輯「Neue Musik」，賣破325萬，成為日本史上銷售第2位雙CD專輯。(總排名15位)
之後她表示「什麼人氣銷量就放一邊去吧，我要去做自己高興的音樂了」，並繼續持續製作新作品。另外演唱會更加大規模，1999年，2003年與俄羅斯表演團合作召開製作費50億日元的音樂會「香格里拉」。前所未聞的大製作成為話題。2007年召開本系列最終作「香格里拉III」。
2009年，從2月5日到16日召開慣例的苗場音樂會，網路也同步轉播。4月8日新專輯『そしてもう一度夢見るだろう』發表後，從4月10日到10月8日召開專輯的巡迴演唱「TRANSIT」，全69場。2010年，2月4日至18日進行她第30周年的苗場演唱會。

## Oricon紀錄與重要紀事
- 唱片總銷量（歴代第七，約3958萬張）
- 專輯總銷量（歴代第二、女性1位，3560萬張）
- 專輯1位獲得数（歴代第二，女性第一，24張）
- 專輯1位連続獲得年数（歴代1位，18年）
- 專輯TOP10獲得作品数（歴代2位、女性1位，49張）
- 專輯年間TOP10獲得年数（歴代1位，17年）
- 專輯年間TOP10獲得作品数（歴代1位，19張）
- 百万專輯獲得数（女性第一，10張）
- 單曲同時TOP100獲得作品数（歴代2位，16張）
- 日本第一位在1970、1980、1990、2000、2010共5個世代都有冠軍專輯的歌手
- 日本第一位流行音樂專輯銷售突破200萬張的藝人（1990年11月23日發行的「天國之門」專輯）
- 日本第一位流行音樂專輯首周銷售突破100萬張的藝人（1991年11月22日發行的「DAWN PURPLE」專輯）
- 1998年11月6日發行個人首張雙CD精選輯 「Neue Musik」以累積銷售325萬兩千張名列日本歷年流行專輯銷售第15名
- 1999年、2003年、2007年舉辦「香格里拉」系列演唱會，結合俄羅斯馬戲團與當時先進舞臺技術的陸海空立體表演創造100萬人次觀眾動員
- 2013年春天，榮獲日本政府授與「紫綬褒章」，表彰對日本流行音樂的貢獻與影響力
- 2012年11月20日為慶祝出道40週年所發行的3CD紀念精選輯「日本的戀、由實的愛」以首周銷售33萬6千張讓松任谷由實的專輯總銷售正式突破3000萬張
- 2016年11月2日發行個人第38張原創專輯「宇宙圖書館」首周奪冠，松任谷由實以當時62歲又10個月的年齡刷新日本公信榜女歌手最年長奪冠紀錄
- 2018年2月2日到2月18日舉行第38回「SURF & SNOW in Naeba」演唱會，持續刷新日本同一場地舉辦演唱會的記錄
- 2018年4月11日發行紀念出道45週年3CD紀念精選輯「來自由實的戀歌」，收錄歷年原創專輯中受歡迎但先前精選輯中不曾收錄的單曲，同時舉行自2007年「香格里拉3」之後睽違已久的大型巡迴演唱會
- 2018年4月11日發行紀念出道45週年3CD紀念精選輯「來自由實的戀歌」首周奪冠，松任谷由實以64歲又3個月的年齡再刷新日本公信榜女歌手最年長奪冠紀錄，同時以個人專輯首周奪冠數到達24張的紀錄持續刷新日本女歌手冠軍專輯數量第一名的記錄
- 2022年10月4日發行出道50周年紀念精選輯「YUMING萬歲」，搭配2022年初開始的「民放99局WE LOVE RADIO松任谷由実　50th ANNIVERSARY」活動，精選50首眾所周知的歌曲加上全新單曲，發行首周以19萬張銷售量成為當周第一，松任谷由實以68歲又9個月的年齡成為奪得專輯榜第一的最年長歌手，同時締造首位在「1970年代、1980年代、1990年代、2000年代、2010年代、2020年代」共六個世代都擁有專輯第一名的紀錄。

## 作品集

### 原創專輯
- 飛機雲 (1973) (credited to "Yumi Arai")
- Misslim (1974) (credited to "Yumi Arai")
- Cobalt Hour (1975) (credited to "Yumi Arai")
- The 14th Moon (14-banme no Tsuki) (1976) (credited to "Yumi Arai")
- Benisuzume (1978)
- Ryūsenkei '80 (1978)
- Olive (1979)
- Gallery in My Heart (Kanasii hodo Otenki) (1979)
- Toki no Nai Hotel (1980)
- Surf and Snow Volume One (1980)
- Mizu no Naka no Asia e (1981)
- Sakuban Oaisimashō (1981)
- Pearl Pierce (1982)
- Reincernation (1983)
- Voyager (1983)
- No Side (1984)
- DA-DI-DA (1985)
- ALARM à la mode (1986)
- Before the DIAMOND DUST fades... (Diamond Dust ga Kienumani) (1987)
- Delight Slight Light KISS (1988)
- Love Wars (1989)
- Tengoku no Door (The Gates of Heaven) (1990)
- Dawn Purple (1991)
- Tears and Reasons (1992)
- U-miz (1993)
- The Dancing Sun (1994)
- Kathmandu (1995)
- Cowgirl Dreamin'  (1997)
- Suyua no Nami (The Wave of Zuvuya) (1997)
- Frozen Roses (1999)
- Acacia (2001)
- Wings of Winter, Shades of Summer  (2002)
- Yuming Compositions:FACES (2003)
- VIVA! 6×7 (2004)
- A Girl in Summer (2006)
- And I Will Dream Again (2009)
- Road Show (2011)
- POP CLASSICO (2013)
- 宇宙圖書館 (2016)
- 深海的街 (2020)

## 華語翻唱歌手
松任谷由實創作的歌曲是早期華語歌曲的主要來源之一，早在1970年代末開始已於大中華地區被翻唱超過20首粵語及國語作品，主要的華語翻唱歌手包括如下（排名不分先後）：
- 錢錢
- 甄妮
- 羅文
- 李麗蕊
- 夏妙然
- 杜麗莎
- 林憶蓮
- 莫文蔚
- 楊千嬅
- 蕭孋珠
- 金元萱
- 李龍基

## 外部連結
- 松任谷由實官方網站（日語）
- YouTube上的松任谷由実頻道
- YUMING SOUND LIBRARY（日語）
- Yuming FC Web （页面存档备份，存于） （日語）
- 松任谷由實 Sweet Discovery （页面存档备份，存于）（日語）
- YUMING NET PARTY in Naeba ～10TH ANNIVERSARY～（日語）
- YUMING shangrila3 （页面存档备份，存于）（日語）
- Friends of Love The Earth 2006 （页面存档备份，存于）（日語）